# آلفرد تامسون بریشر
آلفرد تامسون بریشر (انگلیسی: Alfred Thompson Bricher; ۱۰ آوریل ۱۸۳۷ – ۳۰ سپتامبر ۱۹۰۸) نقاش اهل ایالات متحده آمریکا بود.